# Coupe des Voiturettes 1906
La Coupe des Voiturettes 1906, aussi appelée Coupe de l’Auto 1906, est la première édition de la Coupe des Voiturettes. Il s'agit d'une course organisée conjointement par le journal L’Auto et l’Automobile Club de France. Les inscriptions se font auprès du journal. Le but est de tester les voiturettes ou voitures légères dans des conditions de route extrêmes afin d’en démontrer les qualités. 

## Les origines
La motivation première du journal L'Auto était de promouvoir des automobiles plus petites et plus économiques, afin d'amener des nouveaux types de clients à la mobilité individuelle, clients qui de fait pourraient aussi devenir  des lecteurs du journal. Le Grand Prix de l'Automobile Club de France étant destiné à des automobiles de grande puissance et grande taille pour l'époque, il est apparu nécessaire à ses instigateurs, parmi lesquels le journaliste Charles Faroux, de créer une nouvelle épreuve pour des petits modèles,,, suivant ainsi les traces du Critérium des Voiturettes et de la Coupe des chauffeurs amateurs. Le déroulement de l’épreuve est prévu sur sept jours, du 5 au 12 novembre. Les 6 premiers jours sont consacrés à des épreuves dites de régularité  de 6 tours servant de qualification pour le dernier jour. Le septième jour est réservé à une épreuve de vitesse chronométrée de sept tours sur le même circuit.

## Le règlement
Il repose sur une échelle progressive de rapports entre l’alésage du ou des cylindres et le poids de la voiturette. La course du ou des cylindres est libre. Le nombre de cylindres est limité à deux. Pour les monocylindres, l'alésage peut varier de 85 à 120 mm avec un poids allant de 483 kg à 963 kg. Pour les bicylindres l’alésage peut varier de 70 à 90 mm par cylindre avec un poids allant de 792 à 963 kg. Par exemple les Lion-Peugeot sont des monocylindres avec un alésage de 105 mm pour un poids de 707 kg. Le poids en ordre de marche s’entend avec plein d’essence et d’huile, deux voyageurs, outillage, pièces de rechange et lest. Les voitures sont pesées au moins une fois par jour. Une tolérance de 25 kg est accordée à l’arrivée de chaque journée pour prendre en compte la consommation de fluides. Des pesages inopinés peuvent avoir lieu pendant l’épreuve. 
Les changements de conducteurs sont autorisés, mais seulement au départ de chaque étape, après déclaration préalable.
Les voitures sont gardées en parc fermé par des gendarmes à la fin de chaque journée et pendant la nuit. Un camping Monjardet abrite les organisateurs et les journalistes pendant l'épreuve.

## Le Contexte

### Le circuit
Comme beaucoup de circuits de cette époque, celui-ci décrit un triangle qui part de la Fourche de la route de Rambouillet à Saint-Arnoult avec la route de Rambouillet à Ablis, au Lieu-Dit Pont de la Droue. Le circuit passe ensuite par La Hunière puis Greffier, Sonchamp, Saint-Arnoult (virage à angle droit), Ablis avec plusieurs virages en agglomération et retour via le hameau de Labbé. Le revêtement en terre battue se transforme rapidement en patinoire sous l'effet de la pluie. 

### Les concurrents
15 voiturettes sont au départ de la semaine de course : 3 Lion-Peugeot, 3 Sizaire-Naudin, 2 Delage à moteur De Dion-Bouton, 2 Alcyon, une Vulpes, une Fouillaron, une Bailleau, une De Dion-Bouton engagée par Auto-Stand  et une Le Métais. Tous les autres concurrents (7) inscrits dans les pages de l’Auto ont déclaré forfait pour des raisons diverses.
| Marques        | Nb Cylindres | Alésage | Poids  |
| -------------- | ------------ | ------- | ------ |
| Delage         | 1 cylindre   | 100 mm  | 646 kg |
| De Dion-Bouton | 1 cylindre   | 100 mm  | 646 kg |
| Le Métais      | 1 cylindre   | 100 mm  | 646 kg |
| Vulpès         | 1 cylindre   | 100 mm  | 646 kg |
| Alcyon         | 1 cylindre   | 105 mm  | 707 kg |
| Lion-Peugeot   | 1 cylindre   | 105 mm  | 707 kg |
| Sizaire-Naudin | 1 cylindre   | 120 mm  | 905 kg |
| Fouillaron     | 2 cylindres  | 90 mm   | 963 kg |

## Déroulement de l'épreuve
Les six premiers jours sont consacrés à des épreuves de régularité qui font office de qualification pour le septième jour : il faut parcourir six tours du circuit  de 33,82 kilomètres chaque jour, soit 202,92 kilomètres à la moyenne minimum de 30 km/h. Le septième jour est une épreuve de vitesse pendant laquelle le circuit sera parcouru sept fois (236,74 km) le plus vite possible.
Premier jour (06/11/1906) : Le départ est donné à 8 heures du matin. Plusieurs centaines de spectateurs assistent au départ.La météo est exécrable : pluie, vent, boue. Anzani perd les  ailes avant de son Alcyon et finit la course couvert de boue. 15 partants, 13 arrivants. Deux abandons : Le Métais sur bris de fusée et Bailleau qui percute un arbre suite à un dérapage sur la chaussée détrempée.   
Deuxième jour  (07/11/1906) : La pluie s'arrête mais le terrain est encore lourd, Aucun incident, 13 partants, 13 arrivants. Naudin boucle un tour 34’16 à 58,3 km/h de moyenne.
Troisième jour  (08/11/1906): Beau temps, Aucun incident, 13 partants, 13 arrivants. Naudin améliore le record du tour en 33’35 à 59,6 km/h de moyenne. Anzani victime d'ennuis mécaniques doit forcer l’allure pour finir dans les délais. Giuppone est victime d'une crevaison, la première pour un concurrent de cette course. Charles Faroux et Géo Lefevre débutent la construction d’un tableau d’affichage pour la finale chronométrée du septième jour.
Quatrième jour  (09/11/1906) : Grand beau temps , abandon de Naudin, roue cassée suite à un dérapage sur le pavé encore gras au virage d’Ablis. 13 partants, 12 arrivants.
Cinquième jour (10/11/1906) : Les concurrents passent le cap des 1000 kilomètres de course. Retour de la pluie, entre les passages des concurrents, les journalistes de l’Auto font du terrassement avec des pelles et des pioches pour rendre le virage de la Fourche plus facile à négocier. Abandon de Pessonneaux sur Delage, qui sort de la route dans la courbe de La Hunière, le pilote est grièvement blessé à la tête, son mécanicien, Chenard, souffre de contusions légères. 12 partants, 11 arrivants.
Sixième jour (11/11/1906) : Temps splendide, aucun incident. 11 partants, 11 arrivants. Les concurrents sont plus prudents afin de préserver leurs chances pour la course chronométrée du lendemain.
Septième jour (12/11/1906), épreuve chronométrée :Le public arrive tôt et en nombre par la route et en train depuis Paris. Le service d'ordre a été doublé pour cette épreuve finale. Le départ est donné à 9h00, Anzani ouvre la marche mais doit commencer sa course par la réparation de ses garde-boues qui lui fera perdre de précieuses minutes. Sizaire le suit une minute plus tard, puis chaque concurrent dans l’ordre des numéros, toutes les minutes. A la fin du premier tour, Sizaire ne précède Giuppone et la Delage de l'équipage Ménard-Lucas, pilotée pour l'occasion par Ménard, que de quelques secondes. Au deuxième tour Sizaire accélère et bat le record du tour à plus de 62 km/h. Giuppone a perdu du temps et lutte avec Ménard-Lucas pour la deuxième place. Au troisième des sept tours, la Delage prend la deuxième place et ne sera plus inquiétée. Sizaire va garder 5 minutes d’avance jusqu’à l’arrivée sans jamais creuser un plus gros écart. Les autres positions sont figées également et tous les concurrents finissent la course. Seul Anzani ne sera pas classé, il lui manque 10 minutes pour confirmer la moyenne minimum de 30 km/h.

## Le Classement
| Pos. | no | Pilote                  | Equipier ou Mécanicien | Automobile       | Tours | Temps/Cause d'abandon                            |
| ---- | -- | ----------------------- | ---------------------- | ---------------- | ----- | ------------------------------------------------ |
| 1    | 6  | Georges Sizaire         |                        | Sizaire-Naudin   | 7     | 4 h 0 min 7 s                                    |
| 2    | 14 | Paul Menard             | Lucas                  | Delage           | 7     | 4 h 5 min 40 s                                   |
| 3    | 12 | Giosuè Giuppone         |                        | Lion-Peugeot     | 7     | 4 h 11 min 41 s                                  |
| 4    | 18 | Jules Goux              |                        | Lion-Peugeot     | 7     | 4 h 38 min 25 s                                  |
| 5    | 7  | Pellegrin               |                        | De Dion-Bouton   | 7     | 4 h 50 min 22 s                                  |
| 6    | 10 | Philippe Barriaux       |                        | Vulpes           | 7     | 4 h 53 min 42 s                                  |
| 7    | 20 | Chesny                  |                        | Sizaire-Naudin   | 7     | 5 h 2 min 34 s                                   |
| 8    | 21 | Aimé                    |                        | Lion-Peugeot     | 7     | 5 h 21 min 23 s                                  |
| 9    | 11 | Gillet                  |                        | Fouillaron       | 7     | 7 h 11 min 34 s                                  |
| 10   | 16 | Tiercelin               |                        | Alcyon           | 7     | 7 h 16 min 53 s                                  |
| Nc.  | 5  | Alessandro Anzani       |                        | Alcyon           | 7     | Arrivé Hors-Délais (moyenne inférieure à 30km/h) |
| Nq.  | 3  | Pessonneau              | Chenard                | Delage           | 0     | Accident Jour 5                                  |
| Nq.  | 17 | Louis Naudin            |                        | Sizaire-Naudin   | 0     | Roue cassée Jour 4                               |
| Nq.  | 22 | Bailleau                |                        | Bailleau         | 0     | Accident Jour 1                                  |
| Nq.  | 8  | Le Métais               |                        | Le Métais (de)   | 0     | Accident Jour 1                                  |
| Np.  | 19 | Aubert                  |                        | Mieusset         | 0     | Décision du constructeur : Voiture trop lourde   |
| F.   | 15 | Méline                  |                        | Ibis             | 0     | Pilote Malade                                    |
| F.   | 2  | Xavier Civelli de Bosch |                        | Civelli de Bosch | 0     | Voiture non prête                                |
| F.   | 3  | Jean de Bazelaire       |                        | Civelli de Bosch | 0     | Voiture non prête                                |
| F.   | 4  | Magne                   |                        | Civelli de Bosch | 0     | Voiture non prête                                |
| F.   | 16 | Eugène Petey            |                        | Bolide           | 0     | Voiture non prête                                |
| F.   | 17 | Garnier                 |                        | Bolide           | 0     | Voiture non prête                                |

Certains numéros peuvent doublonner entre les voitures présentes au départ et celles qui ne sont pas venues à la course. Ceci est dû à une numérotation provisoire établie par le journal L’Auto dans ses pages. Au moment des qualifications, un tirage au sort a permis d’attribuer les numéros de course qui ont été peints sur les voitures.

## L'après-course
Après la course : Le vainqueur remporte le trophée « Coupe des Voiturettes » et 50 % des droits d’entrée. Le deuxième a droit à la Médaille du Club Automobile de Seine et Oise et 30 % des recettes. Le troisième gagne la Médaille du Journal L’Auto et 20 % des recettes.
Conséquences et influences de cette première course : La tentative de réglementation de la cylindrée est une des premières du genre même si elle ne concerne que l’alésage. L'épreuve de 1906 est une réussite malgré le faible nombre de marques concurrentes, toutes françaises. La marque Sizaire-Naudin voit ses ventes augmenter après ce succès. Les voiturettes vont gagner en performance au fil des années, au point de concurrencer et de remplacer les énormes voitures de Grands Prix des débuts. Quand, en 1909, 1910 et 1911 le Grand Prix de l'ACF ne sera pas organisé et que, de fait, le progrès technique des machines de Grand Prix va marquer le pas, ce sont les voiturettes et leurs nouvelles techniques (suspensions indépendantes des Sizaire-Naudin, sophistication des moteurs des Hispano-Suiza et Peugeot) qui viendront combler le vide dû à l'absence des premiers vainqueurs de Grands Prix. Des marques comme Delage et Peugeot vont participer aux Grands Prix dans le futur et remporter de nombreux succès. L’équipe Peugeot qui alignera les Peugeot L76 sera composée de pilotes ayant faits leurs débuts sur voiturettes (Jules Goux, André et Georges Boillot). 
Cette course est considérée également par beaucoup d’historiens comme la première d’une lignée qui va engendrer les Formule 2 et 3 modernes. Le terme de « voiturette » est d’ailleurs favorisé par le Formula One Register dont les ouvrages font autorité en la matière. Il sera repris assez fréquemment entre les deux guerres pour qualifier les voitures de moins de 1500 cm³.

## Galerie

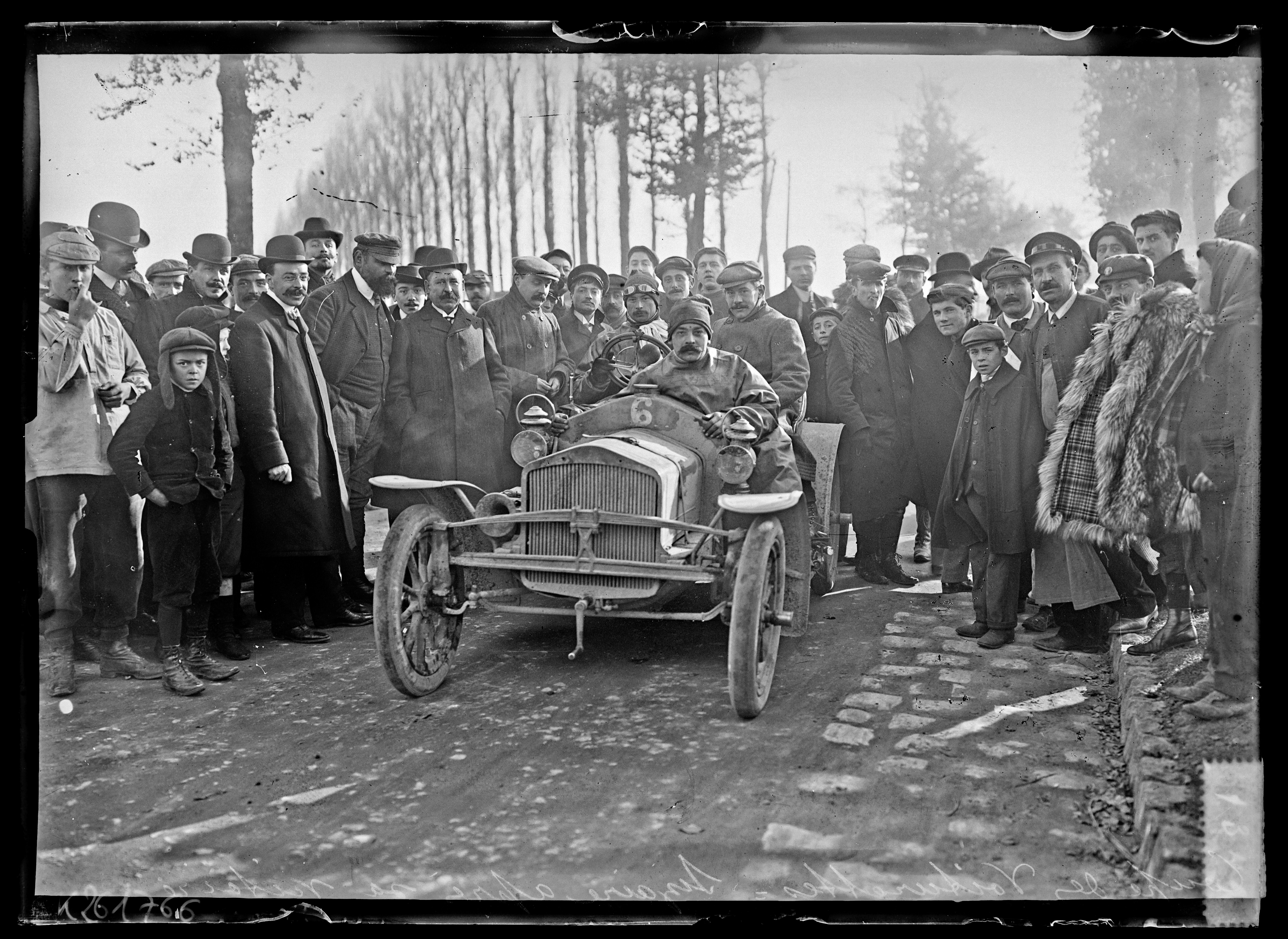
L'arrivée de Georges Sizaire, le vainqueur.
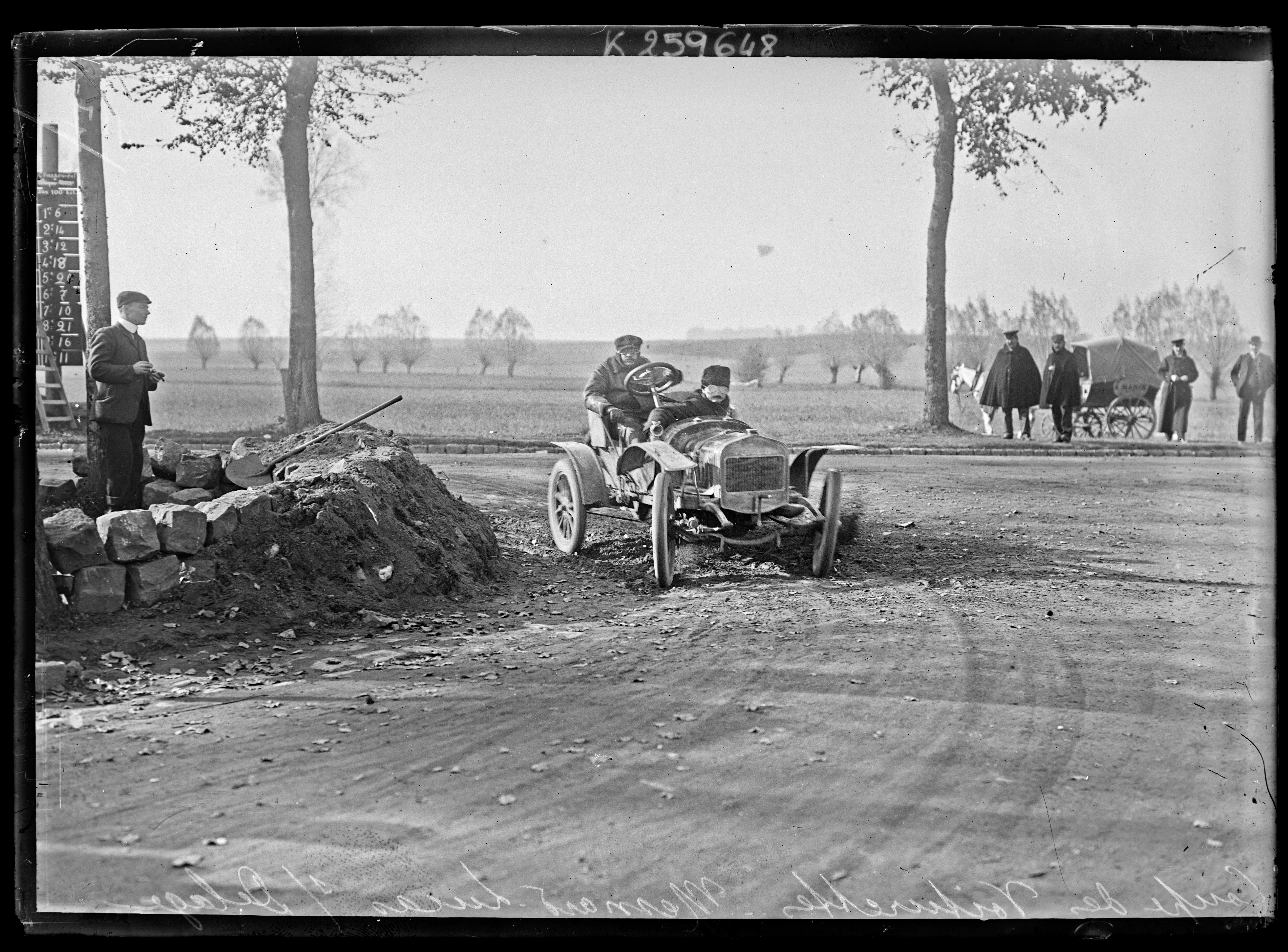
Ménard et Lucas sur Delage, deuxièmes.
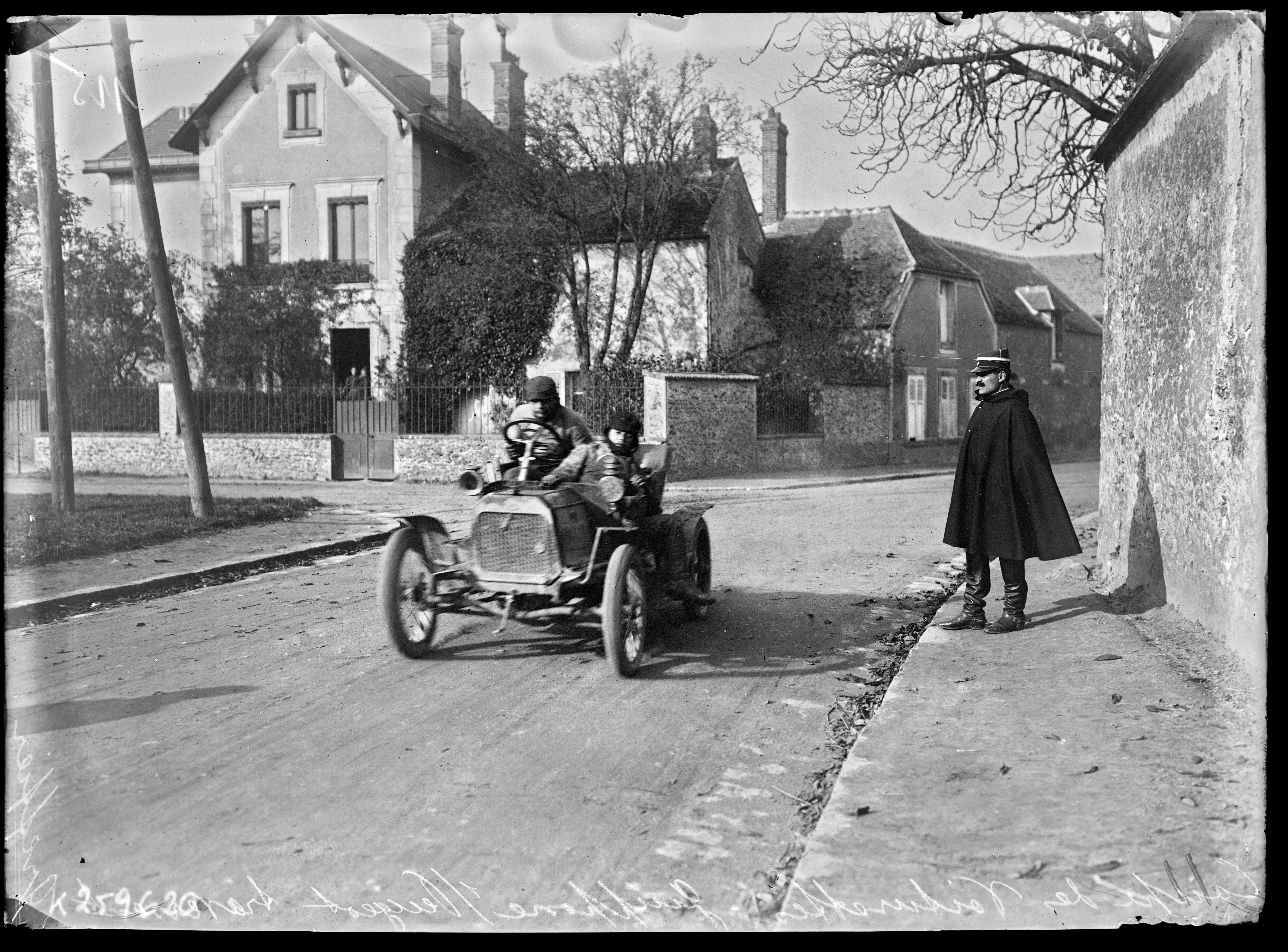
Giuppone, troisième, sur Peugeot, traversant Greffier.
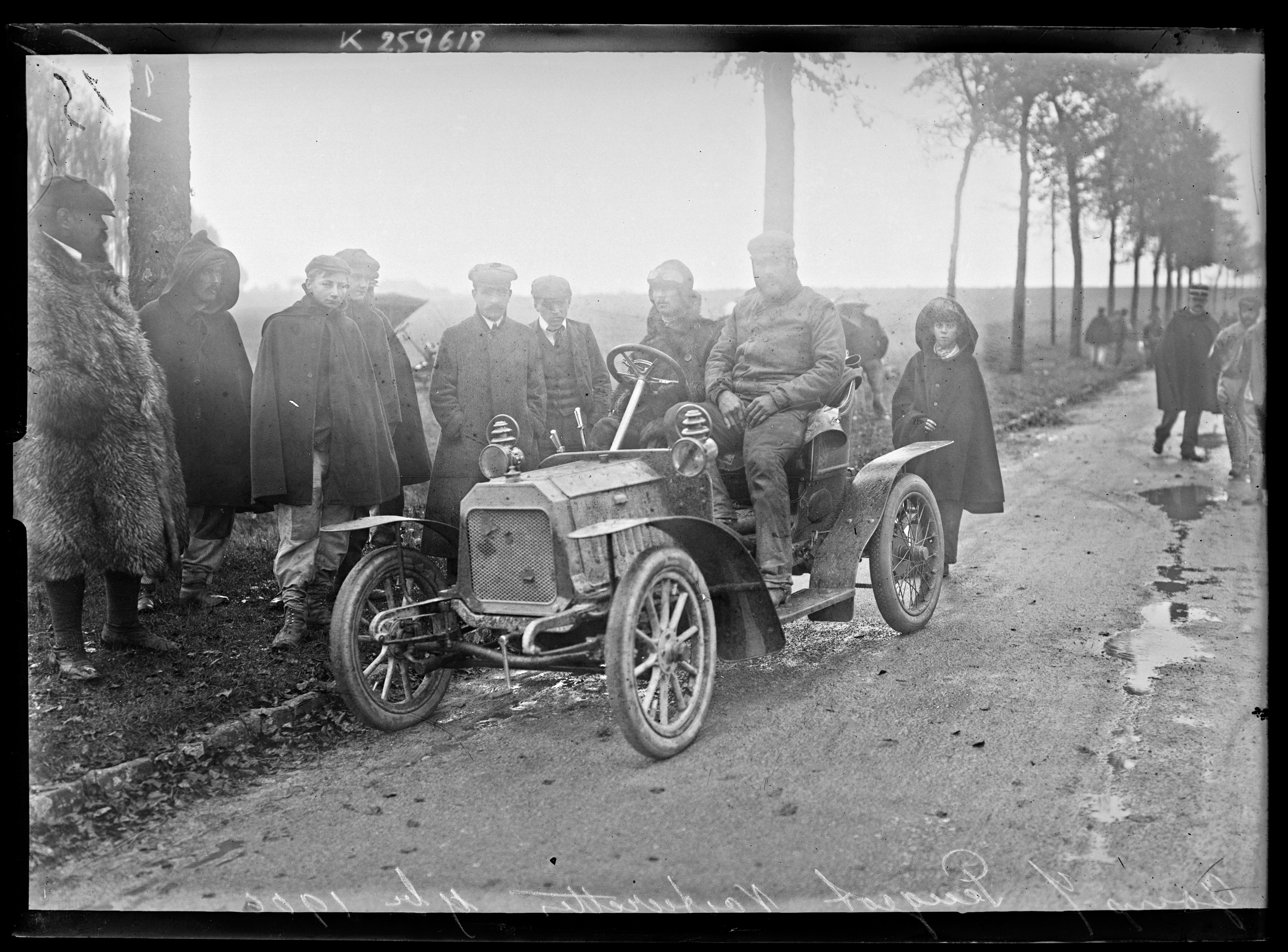
Jules Goux, quatrième sur Lion-Peugeot.
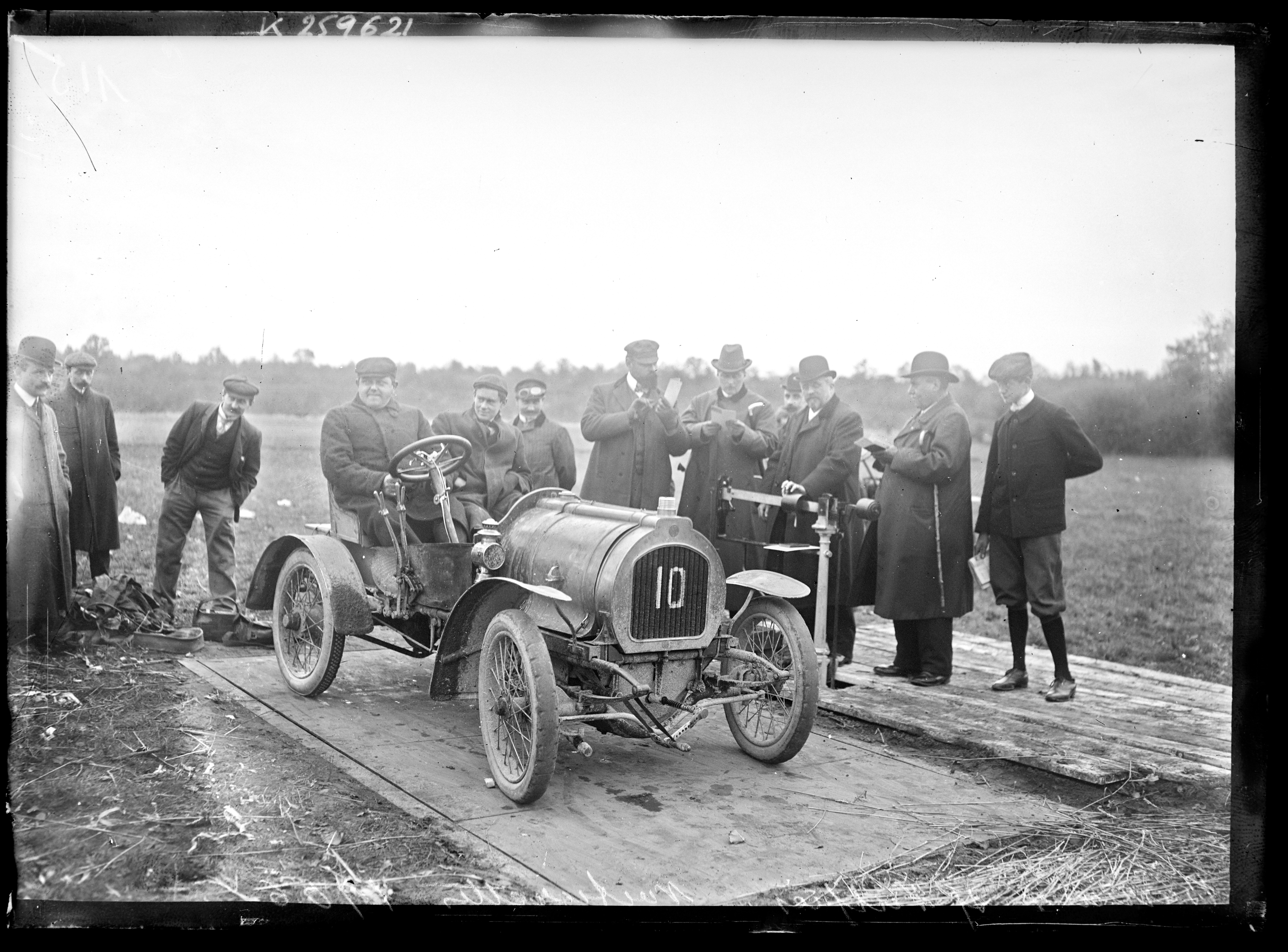
Barriaux sur Vulpès au pesage, sixième.
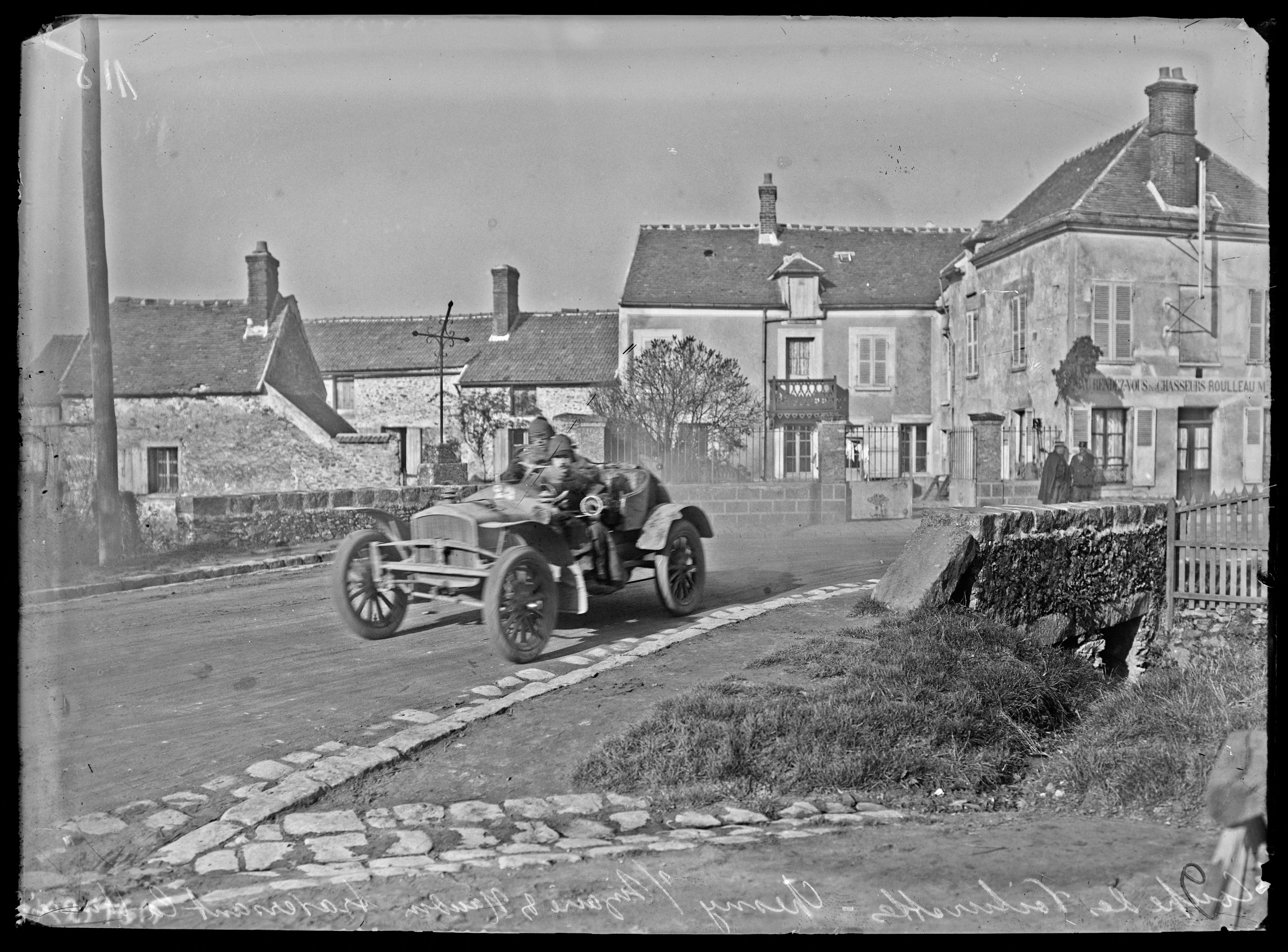
Chesny sur Sizaire et Naudin, septième.
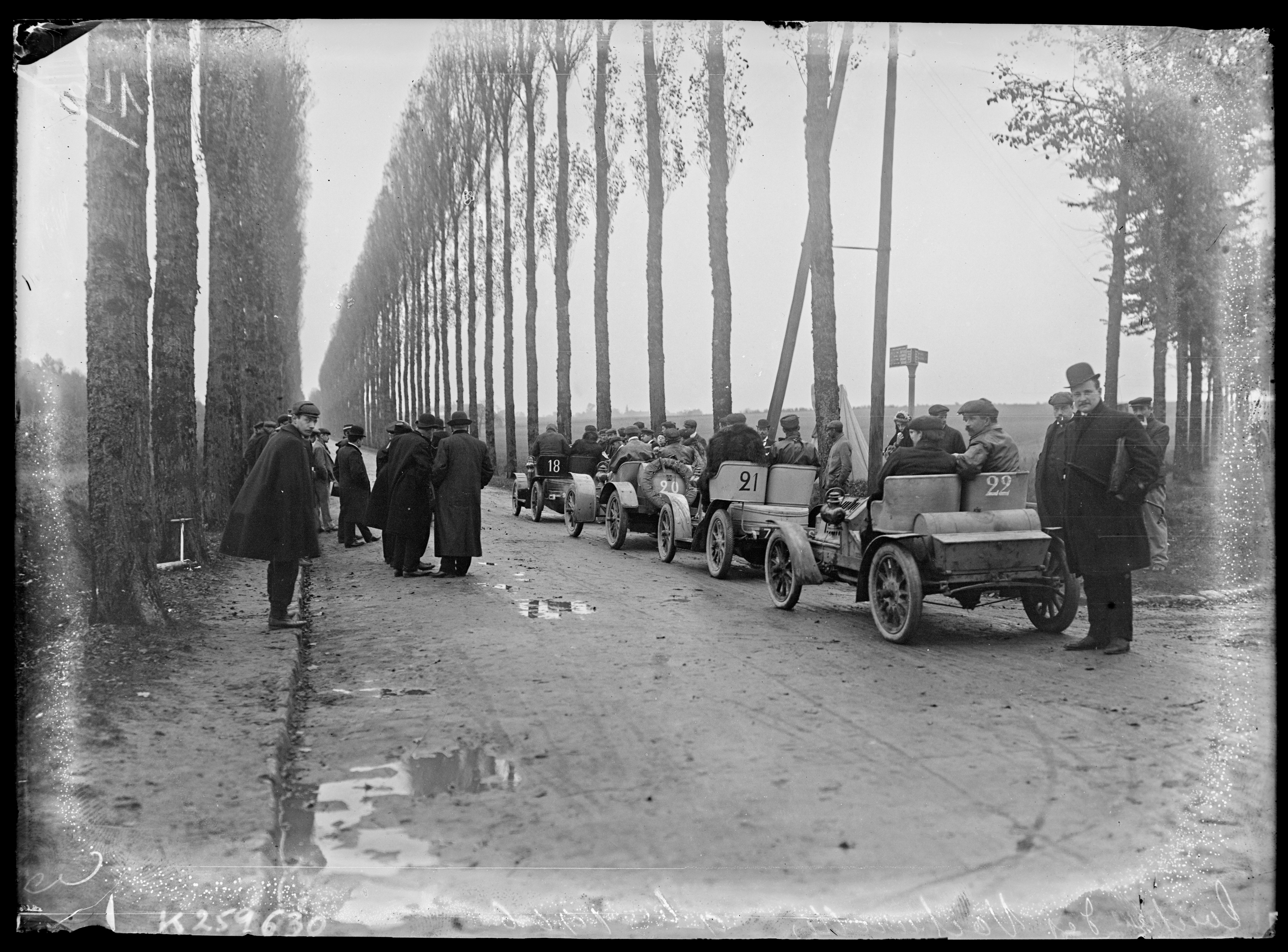
Premier jour des qualifications, la Lion-Peugeot de Jules Goux (18), la Sizaire-Naudin de Chesny (20), la Lion-Peugeot de Aimé (21) et la Bailleau de Bailleau (22).
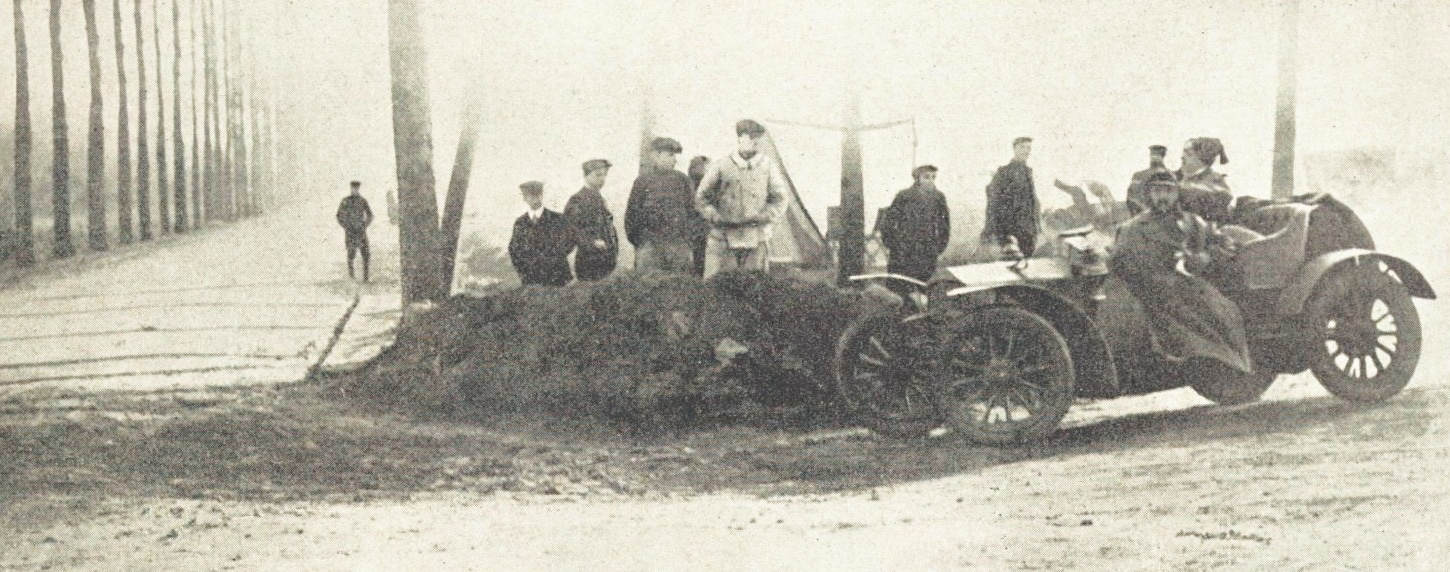
Georges Sizaire vainqueur de la première Coupe des Voiturettes négocie le virage de la Fourche.
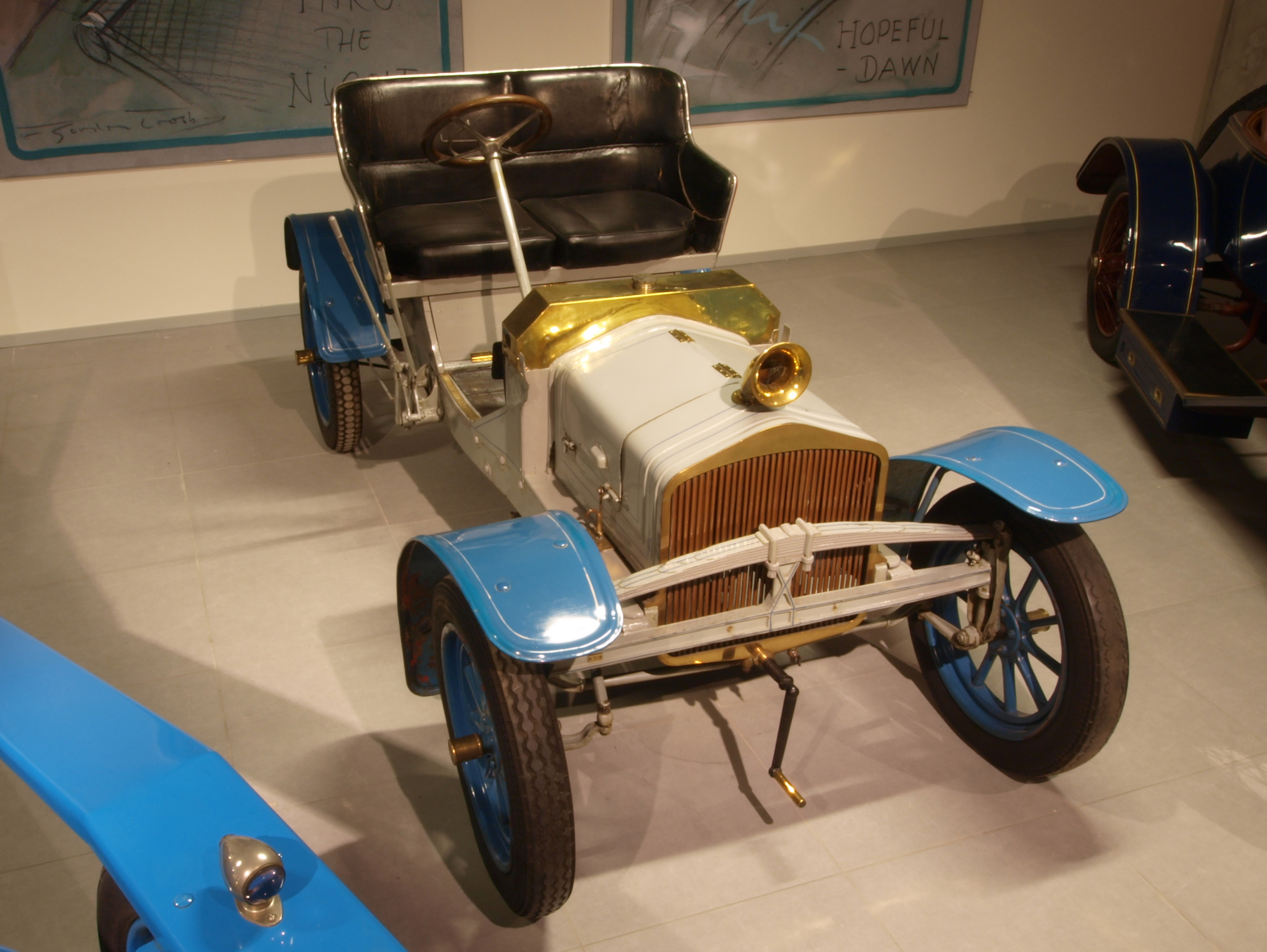
Une voiturette Sizaire-Naudin, de nos jours au  Louwman Museum.
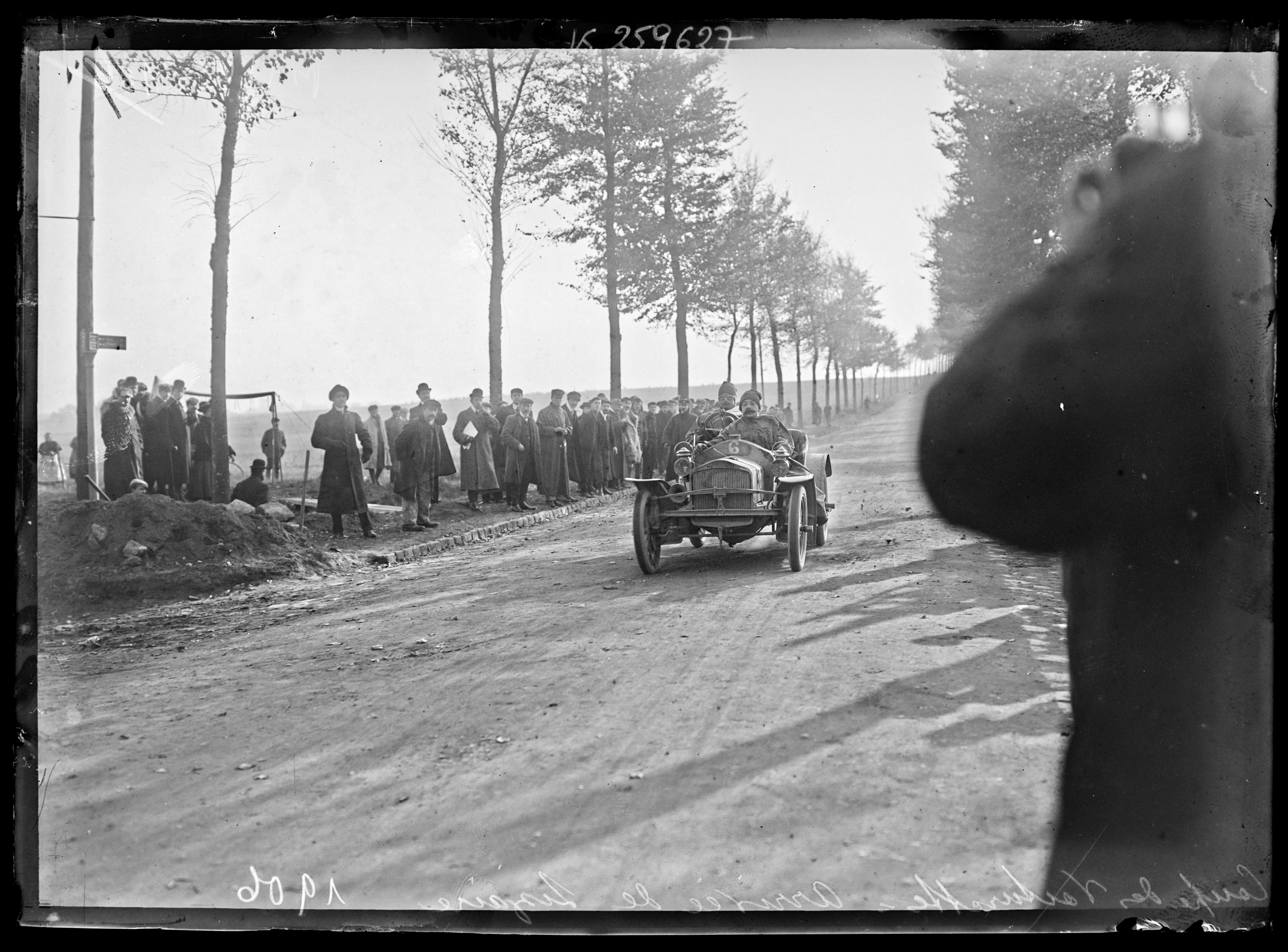
Sizaire, vainqueur, en termine.